# مراسم بزرگ چای کیتانو
مراسم بزرگ چای کیتانو (به ژاپنی: 北野大茶湯; Kitano ōchanoyu) یک مراسم چای ژاپنی بزرگ بود که در اولین روز از ماه دهم در سال تنشو ۱۵ (۱۵۸۷) به میزبانی صدراعظم تویوتومی هیده‌یوشی در معبد کیتانو تنمانگو در کیوتو برگزار شد. مورخان فرهنگی ژاپنی، آن را به عنوان یک رویداد مهم فرهنگی دوره آزوچی–مومویاما می‌دانند.
لوئیز کورت به این سه دلیل اشاره می‌کند:
- این رویداد حرکتی اساسی در استراتژی هیده‌یوشی برای اثبات حقانیت فرهنگی وی بود
- نقطه عطفی در توسعه سبک و تئوری چانویو
- یک بحران در روابط شخصی بین طراحان اصلی آن. تأثیرگذارترین چهره‌های دوره آزوچی–مومویاما، هیده‌یوشی و سن نو ریکیو